# Worb
Worb ist eine politische Gemeinde im Verwaltungskreis Bern-Mittelland des Kantons Bern in der Schweiz.

## Geographie
Worb ist eine Agglomerationsgemeinde der Stadt Bern. Zur Gemeinde Worb gehören die Dörfer Worb, Rüfenacht, Enggistein, Richigen und Vielbringen sowie die Weiler Ried, Wattenwil (Worb) und Bangerten.
Die Nachbargemeinden von Worb von Norden beginnend im Uhrzeigersinn sind: Vechigen, Walkringen, Biglen, Grosshöchstetten, Münsingen, Rubigen, Allmendingen bei Bern und Muri bei Bern.

## Geschichte

Luftbild aus 500 m von Walter Mittelholzer (1925)

Der älteste erhaltene archäologische Fund ist eine geschliffene Klinge eines Steinbeils, das vom Landwirt Friedrich Gfeller 1903 im Murmösli gefunden wurde. Es wird in die Jungsteinzeit eingeordnet, aber lässt als Einzelfund keine Rückschlüsse auf eine Siedlung zu. Gleiches gilt für die gefundene Bronzeaxt. Der Hallstattzeit werden die zwei Grabhügel im Buchliwald bei Richigen zugeordnet. Beim Kiesabbau in der Stockergrube wurden zwischen 1903 und 1919 mindestens 20 Gräber aus der Latènezeit zerstört, welche aber vorher durch Mitarbeiter des Historischen Museums Bern erfasst und die Beigaben geborgen werden konnten. Anhand der Gräber kann also eine Besiedelung der Gegend in der Eisenzeit bejaht werden. Der römische Gutshof in Worb-Sunhalde ist der endgültige Beweis einer dauerhaften Besiedelung. Es fanden sich auch Spuren alemannischer und frühmittelalterlicher Besiedelung, auch dies vor allem in Form von Gräbern.
Der Ortsname Worb wird erstmals 1146 fassbar, damals noch als «apudu Worwo» (= bei der Worb), und zeugt damit auch davon, dass der Ortsname mit dem Gewässer der Worble verknüpft ist. Die zweisilbige Schreibweise hielt sich rund 250 Jahre, bevor sie gegen Ende des 14. Jahrhunderts von «Worw» abgelöst wurde; sie wandelte sich aber kurz darauf zu «Worb», die schrittweise ab etwa 1500 verwendet wurde.
Da es ein indogermanisches Wurzelwort wor- für «Wasser, Regen, Fluss» gibt, dürfte der Name auf die keltische (gallische) Vorbevölkerung des ersten vorchristlichen Jahrtausends zurückgehen.
Im Mittelalter bildete sich die Herrschaft Worb, die neben dem Twing Worb auch die Twinge Trimstein und Wikartswil umfasste. Daneben existierte noch die Kirchgemeinde Worb, die nicht deckungsgleich war. Am Ende des Ancien Régime – also der Herrschaft der Stadt und Republik Bern – gehörte Ried zur Herrschaft Wyl, aber zur Kirchgemeinde Worb. Dagegen gehörte Bangerten zur Herrschaft und Twing Worb aber zur Kirchgemeinde Vechigen. Auch die beiden Twinge Trimstein und Wikartswil gehörten zu einer anderen Kirchgemeinde (Trimstein zur Kirchgemeinde Münsingen und Wikartswil zur Kirchgemeinde Walkringen). Rüfenacht-Vielbringen gehörte zwar zur Kirchgemeinde Worb, gehörte aber zum Stadtgericht Bern und lag somit ausserhalb der Herrschaft und Twing Worb. Vereinfacht gesagt, ist es aber die Kirchgemeinde Worb, die mit ihrer mittelalterlichen Struktur der heutigen Gemeinde Worb ihre Grenzen vorgab. In der Helvetik entstand 1799 auf Basis der Kirchgemeinde die neue Munizipalgemeinde Worb. Dieser war zwar keine lange Lebensdauer gegeben, wurde doch 1803 wieder der Zustand von vor 1798 eingeführt. Die Idee wurde 1833 abermals aufgegriffen, als das Gemeindewesen neu organisiert wurde. In der Beschreibung, die 1838 erschienen ist, in der die neue «Einwohnergemeinde der Kirchgemeinde Worb» genau beschrieben ist, lässt sich ableiten, dass die Gemeinde aus vier Vierteln (Worb, Rüfenacht-Vielbringen, Richigen-Ried und Wattenwil-Enggistein) sowie sieben Burgergemeinden (Worb, Rüfenacht, Vielbringen, Richigen, Ried, Wattenwil und Enggistein) bestand. 1880 kam es zu einem Gebietsabtausch zwischen Worb und Vechigen; wobei die Enklave Wiler zu Vechingen und im Gegenzug halb Bangerten zu Worb kam. Im Jahr 1920 wurden die früheren Burgergemeinden aufgehoben, und seit diesem Jahr gibt es die Einwohnergemeinde Worb.
1863 wurde die Egger-Brauerei gegründet. Sie ist die älteste Brauerei im Kanton Bern. Sie wird in 6. Generation betrieben und zählt zu den 10 grössten Privatbrauereien der Schweiz, mit jährlich etwa 2,5 Millionen Liter Bier.
1892 wurde die Leinenweberei, genannt Wäbi, bei der Ortsausfahrt Richtung Enggistein, erbaut. 1904 fusionierte die Scheitlin & Cie. in Oberburg mit den Worber Unternehmen Röthlisberger & Cie. und Kunstbleiche Dr. Stucki. 1913 wurden diese Unternehmen zu den Vereinigten Leinenwebereien Worb & Scheitlin Cie. AG umstrukturiert. Zu ihrer Blütezeit, 1924, wurden zwei Drittel des gesamtschweizerischen Leinenexports in Worb produziert. Renovationen am Gebäude in den 1980er Jahren haben dem Betrieb schwer zu schaffen gemacht. Die nun anstehenden Investitionen am Maschinenpark waren, auch wegen der billigen Überproduktion aus dem Ausland, nicht mehr zu bewältigen. Im März 1992 wurde der letzte Webstuhl abgestellt. Danach wurden die Räumlichkeiten für Kleingewerbe in Ateliers oder Büros umgewandelt.

## Bevölkerung
Die Gemeinde besteht aus acht Ortschaften. Diese sind:
| Ortschaft           | Einwohner Ende 2023 |
| ------------------- | ------------------- |
| Enggistein          | 428                 |
| Richigen            | 450                 |
| Ried                | 197                 |
| Rüfenacht           | 4'327               |
| Vielbringen         | 255                 |
| Wattenwil/Bangerten | 237                 |
| Worb Dorf           | 7'681               |

### Bevölkerungsentwicklung
Die Einwohnerzahl wuchs zwischen 1764 und 1850 stark an. Danach folgte zwischen 1850 und 1860 eine Abwanderungswelle. Zwischen 1860 und 1980 wuchs die Bevölkerung unaufhörlich an. Der hohe Geburtenüberschuss, der Anschluss ans Schienennetz und die Gründung von Industriebetrieben waren die Hauptgründe dafür. Nach dem Zweiten Weltkrieg stieg die Anzahl von Zuwandernden aus anderen Staaten. Dies führte zu einem enormen Wachstum zwischen 1960 und 1980 (+ 88,3 %). Seit 1980 ist die Bevölkerung nur noch unwesentlich gewachsen.
Bevölkerungsentwicklung von Worb seit 1764. Quelle: Volkszählungen (1764–1837 Kantonale, 1850–2000 Eidgenössische), Bundesamt für Statistik (2010)

### Sprachen
Fast die gesamte Einwohnerschaft spricht als tägliche Umgangssprache Deutsch. Bei der letzten Volkszählung im Jahr 2000 gaben 90,6 % Deutsch, 1,9 % Italienisch und 1,4 % Französisch als Hauptsprache an.

### Religionen – Konfessionen
Die Bevölkerung war früher vollumfänglich Mitglied der evangelisch-reformierten Kirche. Es war bis ins 19. Jahrhundert verboten, einer anderen Konfession oder Religion anzugehören. Einzige religiöse Minderheit seit der Reformationszeit waren Anhänger der Täufer, aber wegen der Verfolgung der Täufer durch die Staatskirche nur heimlich. Ab 1850 wanderten aus anderen Teilen der Schweiz und dem Ausland Katholiken zu. Dies führte zur Gründung einer römisch-katholischen Kirchgemeinde. In den letzten Jahrzehnten veränderte sich die religiöse Zusammensetzung sehr stark durch Kirchenaustritte und Zuwanderung von orthodoxen Christen und Anhängern nichtchristlicher Religionen (Muslime und Hindus).
Die Konfessionsverhältnisse im Jahr 2000 lassen trotz Durchmischung immer noch die ursprüngliche Struktur erkennen: 67,1 % waren reformiert. Daneben gab es 14,2 % römisch-katholische Christen, 6,4 % Konfessionslose und 3,2 % Muslime. 6,2 % der Einwohner gaben ihre Religionszugehörigkeit nicht an.

### Herkunft – Nationalität
Von den 11'316 Bewohnern waren Ende 2018 9'394 (83,02 %) Schweizer Staatsangehörige. Die Zugewanderten stammen mehrheitlich aus Mitteleuropa (Deutschland 320, Ungarn 37, Österreich 33, Tschechien 27, Niederlande 21, Polen 18 und Frankreich 17 Personen), aus Südeuropa (Italien 211, Portugal 59 und Spanien 44 Personen), dem ehemaligen Jugoslawien (Kosovo 130, Serbien 100, Bosnien-Herzegowina 36 und Kroatien und Nordmazedonien je 24 Personen), Eritrea (119 Personen), Sri Lanka (82 Personen), der Türkei (76 Personen), Syrien (39 Personen) und Afghanistan (38 Personen).

## Politik

### Legislative
- SP/GPS: 13
- EVP: 3
- Mitte (BDP-glp-CVP): 8
- FDP: 6
- SVP: 10

Die Legislative wird vom Grossen Gemeinderat gebildet. Er umfasst 40 Mitglieder, davon 13 SP + Grüne, 6 FDP, 10 SVP, 8 Die Mitte Worb (Mitte, vormals BDP/CVP, glp), 3 EVP (Wahlergebnisse vom 22. September 2024). Die letzten Wahlen wurden am 22. September 2024 durchgeführt.

### Exekutive
Der vollamtliche Gemeindepräsident ist seit 2009 Niklaus Gfeller (EVP). Er präsidiert den siebenköpfigen Gemeinderat. Dieser setzt sich seit der Wahl vom 22. September 2024 aus folgenden weiteren Vertretern zusammen: Adrian Hauser (Die Mitte, vormals BDP), Urs Gerber (Grüne), Lenka Kölliker (FDP), Christoph Moser (Vizepräsident, SP), Bruno Fivian (SVP) und Karin Waber (SVP). 

### Nationale Wahlen
Bei den Nationalratswahlen 2023 betrugen die Wähleranteile in Worb (in Klammern die Veränderung im Vergleich zu den Wahlen 2019 in Prozentpunkten): SVP 25,88 % (+0,41), SP 20,40 % (+3,34), Mitte 12,25 % (−0,03), glp 10,87 % (+1,51), Grüne 9,71 % (−2,98), FDP 9,31 % (−2,63), EVP 4,96 % (−0,18), EDU 2,97 % (+1,15), Weitere 3,64 % (−0,60).

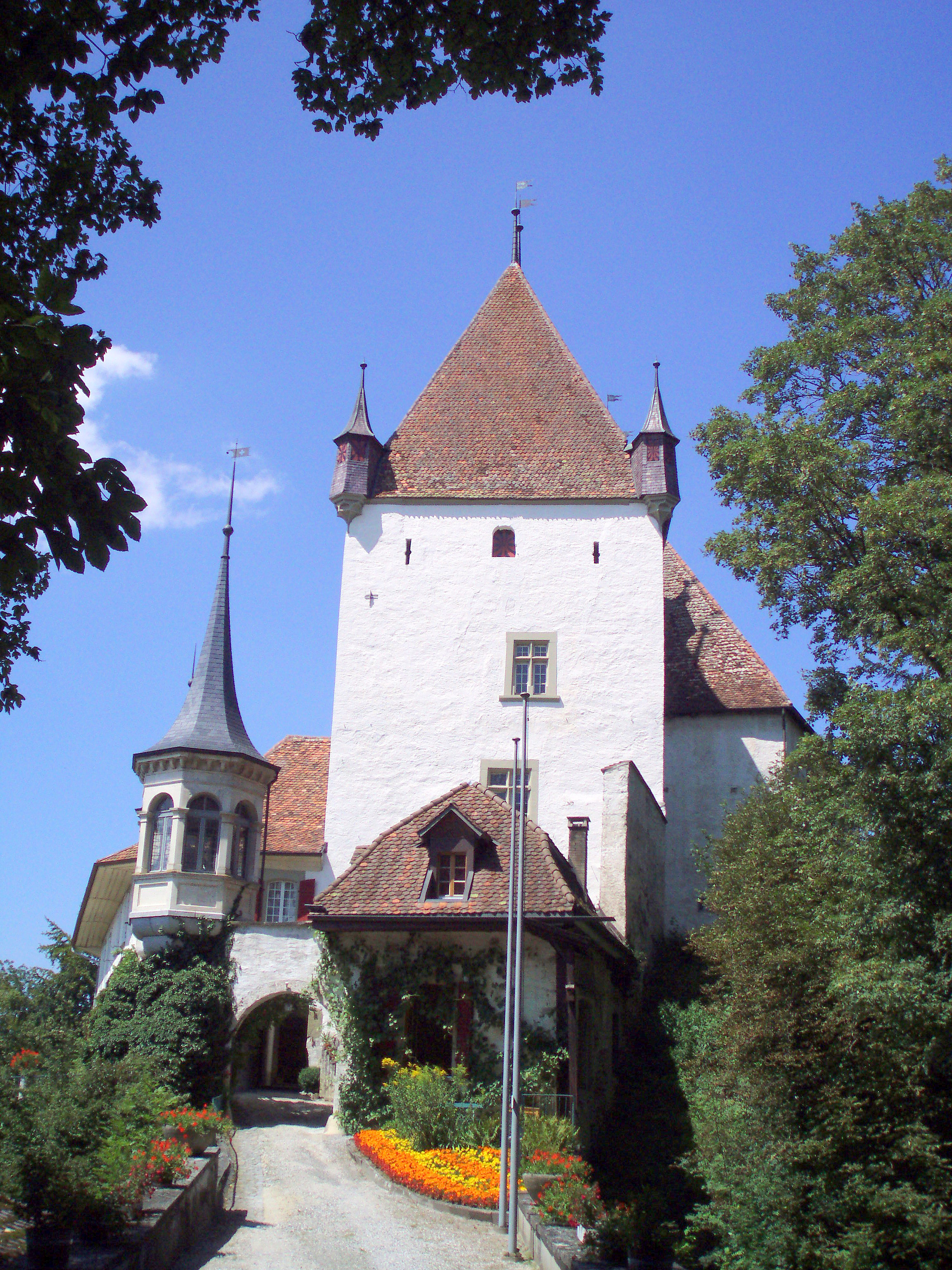
Schloss Worb

## Wirtschaft und Infrastruktur

### Gewerbe
In Worb und seinen acht Ortschaften gibt es gegen 200 Gewerbetreibende. Es sind praktisch alle Branchen ansässig. Eine Transformation von den Handwerksbetrieben hin zu den Dienstleistern findet auch in Worb statt. Es siedeln sich auch neue Betriebe an; so konnte 2016 der Zuzug der ersten Schweizer Pharmafirma notiert werden.
Die ältesten Betriebe sind die Filzfabrik Fissco (1841) und die Brauerei Egger (1863). Die grössten Betriebe sind die OLWO AG, die Spagyros AG und der Regionalverkehr Bern–Solothurn (RBS).
Der Gewerbeverein Worb «worber Gwärb» vertritt die Interessen der Betriebe.

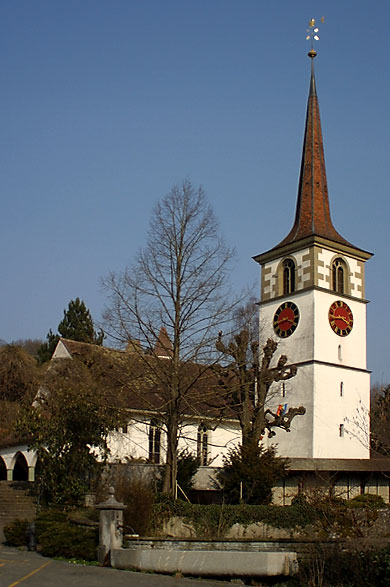
Die reformierte Kirche im Zentrum

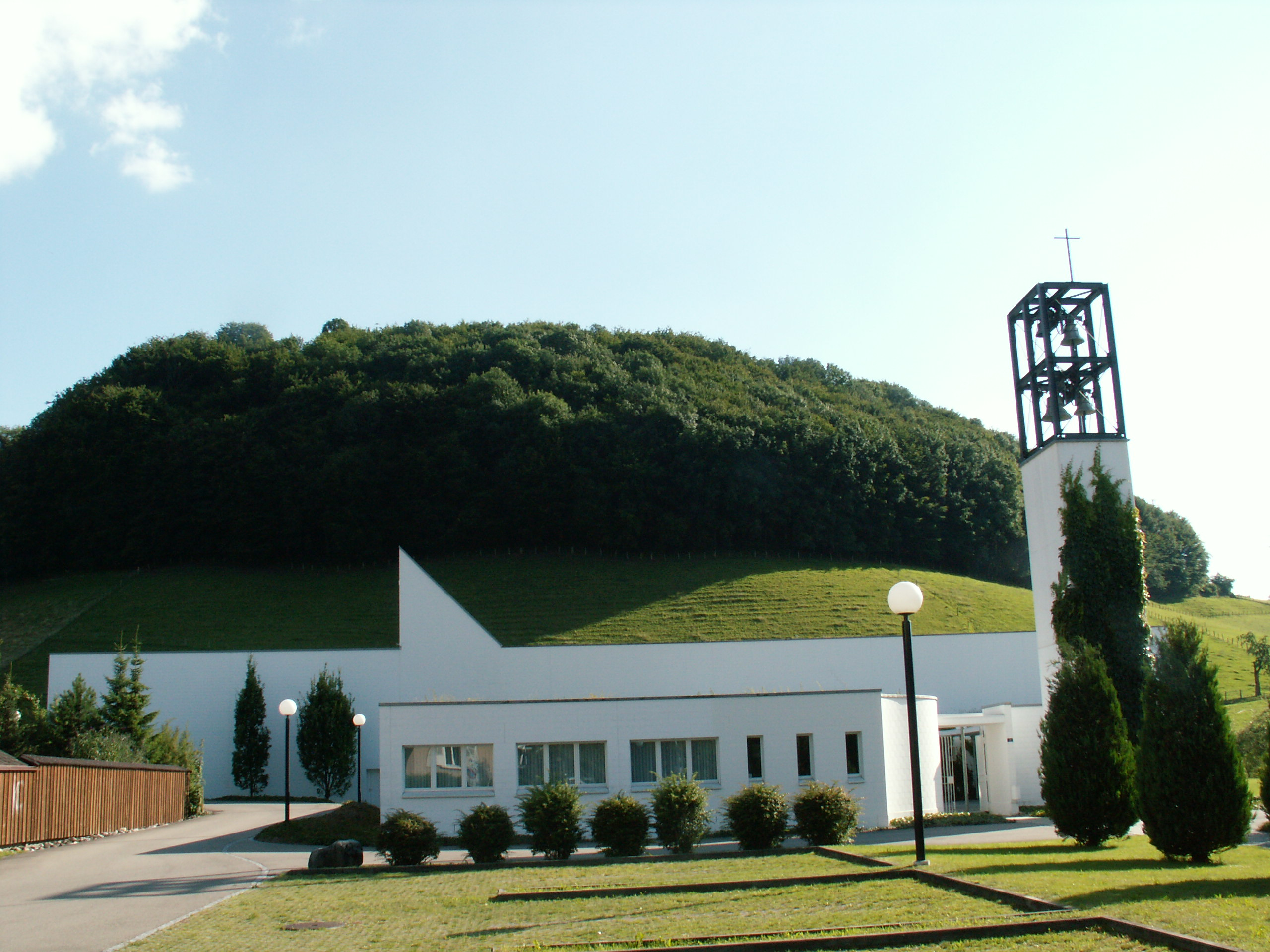
Katholische Kirche

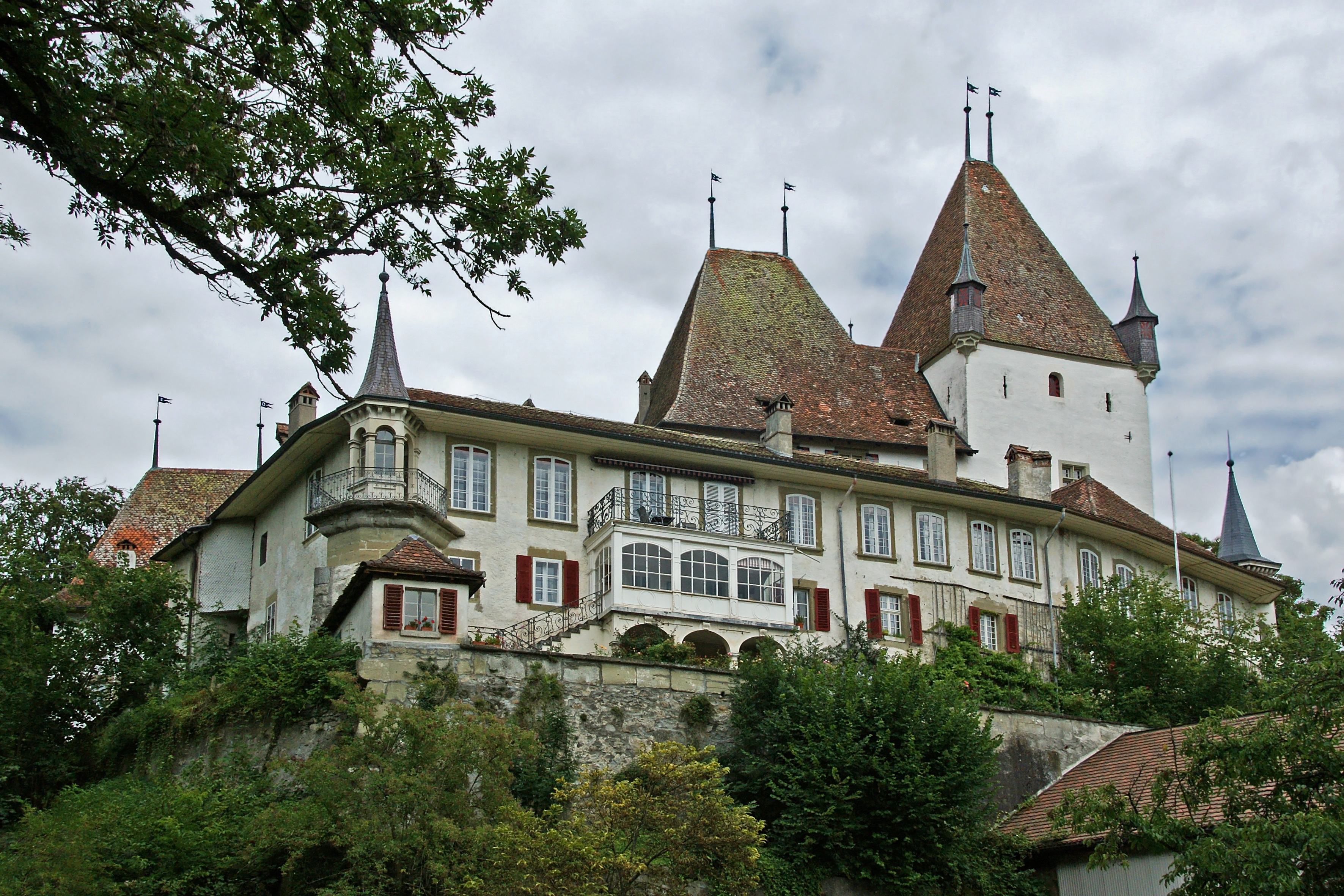
Schloss Worb

### Verkehr
Worb besitzt einen Kopfbahnhof der Meterspurbahn RBS. Diese betreibt zwei Linien nach Bern: einerseits die Linie S7 der S-Bahn Bern via Bolligen, die im Berner Hauptbahnhof endet, andererseits die mit Trambahnen bediente Linie 6 die über Gümligen bis Bern-Fischermätteli führt. Daneben bestehen Busverbindungen, welche vom RBS mit gelben Postautos betrieben werden, sowie ein Ortsbus von Bernmobil nach Worb SBB-Trimstein-Münsingen. Bernmobil fährt mit der Nachtbuslinie M75 (Moonliner) nach Worb.
Etwas ausserhalb von Worb befindet sich auch ein SBB-Bahnhof (Worb SBB), der an der Linie S2 (Bern–Langnau) der S-Bahn Bern liegt. Seit Dezember 2004 wird diese Linie von der BLS betrieben.

### Wasserversorgung
Worb schloss sich 2019 dem Wasserverbund Region Bern an und wird im Normalbetrieb zu 98 % mit Trinkwasser aus der Wehrliau in Muri bei Bern beliefert, das als Aareinfiltrat aus dem Grundwasser gewonnen wurde.

## Sehenswürdigkeiten
Das Wahrzeichen von Worb ist das Schloss Worb, welches sich in Privatbesitz befindet. Im Gewölbekeller des Gasthofs «Löwen» befindet sich ein Korkenzieher-Museum.
Pfarrkirche
Die 1983/84 erfolgte Restaurierung der Kirche von Worb bedingte eine archäologische Grabung im Kirchenraum. Der Bestand älterer Kirchenbauten konnte bis ins Frühmittelalter zurückverfolgt werden. Die erste frühmittelalterliche Kirche war ein Holzpfostenbau mit rechteckigem Grundriss und Pfosten auf der mittleren Längsachse. Auf eine nachfolgende gemauerte Anlage verweisen nur noch geringe Spuren. Die dritte Kirche wurde im 11. Jahrhundert im frühromanischen Stil mit einer Apsis errichtet. Von ihr haben sich grössere Teile des Schiffes erhalten. In der ersten Hälfte des 13. Jahrhunderts brannte diese Kirche ab und wurde wiederhergestellt. In der Folge entstand ein querrechteckiges Altarhaus, das die Apsis ablöste. Später musste auch die anscheinend stärker beschädigte Westmauer des Schiffes ersetzt werden. Diese Erneuerung erfolgte entweder gemeinsam mit dem Bau des heutigen Turmes, um 1434, oder in der zweiten Hälfte des 15. Jahrhunderts. Aus dieser Zeit stammt die an der Westwand sichtbare spätgotische Bilderfolge der Schöpfungsgeschichte. 1520 wurde der spätromanische Rechteckchor durch das heutige, dreiseitig geschlossene Altarhaus mit Sakristei ersetzt. Der mit einem Netzgewölbe gedeckte Raum verlängerte die Chorzone bedeutend. Bauherren waren die Patronatsherren der Kirche, die Familie von Diesbach und die damaligen Inhaber der Herrschaft Worb. Die von Diesbachs stifteten auch die Glasgemälde des Chores. Bei der Restaurierung 1983/84 fand der Archäologische Dienst des Kantons Bern 13 Grabplatten von Familienangehörigen der von Graffenrieds und von Diesbachs im Kirchenschiff. Seither stehen die früheren Bodenplatten an der Mauer unterhalb der Kirche.

## Bilder

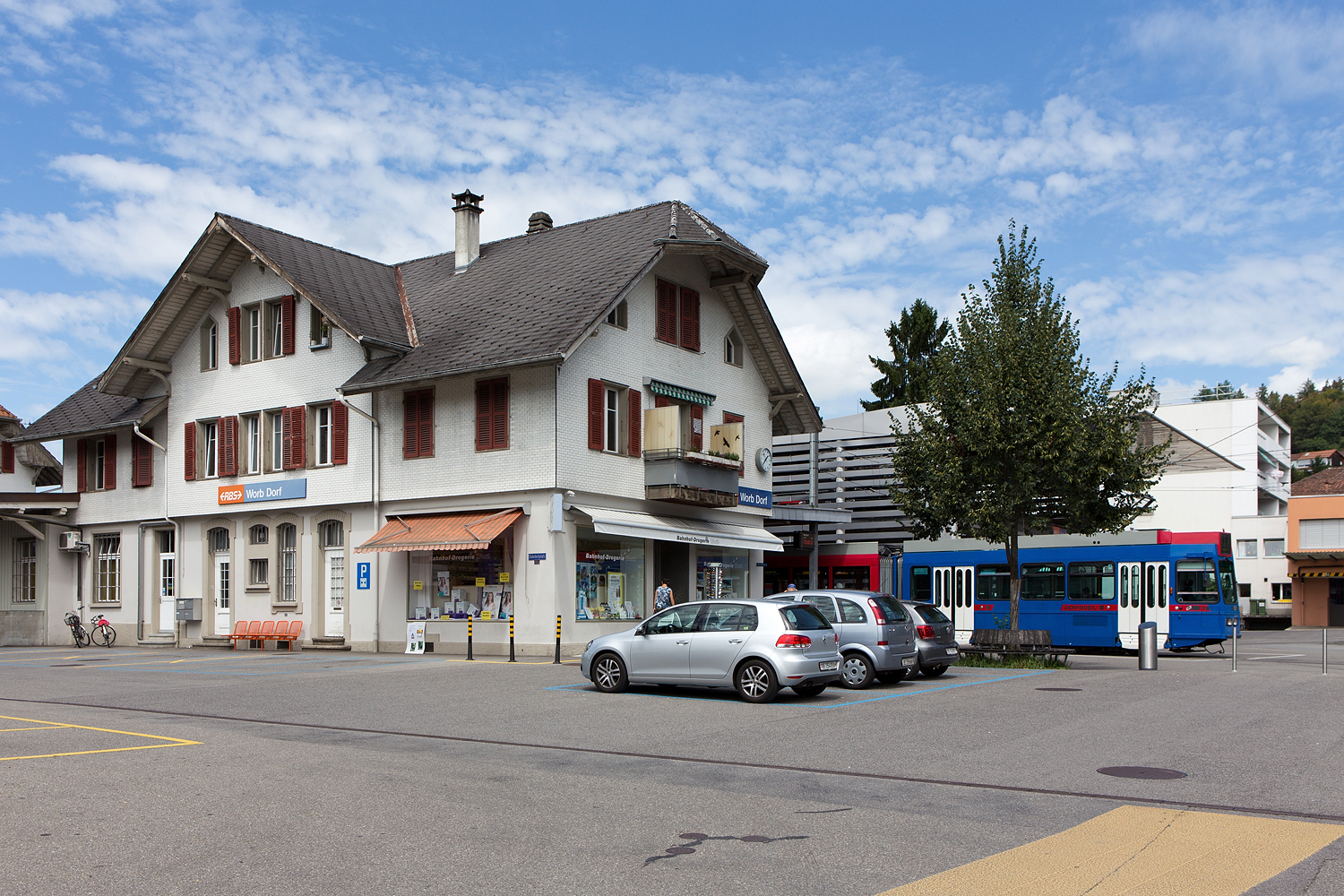
Bahnhof
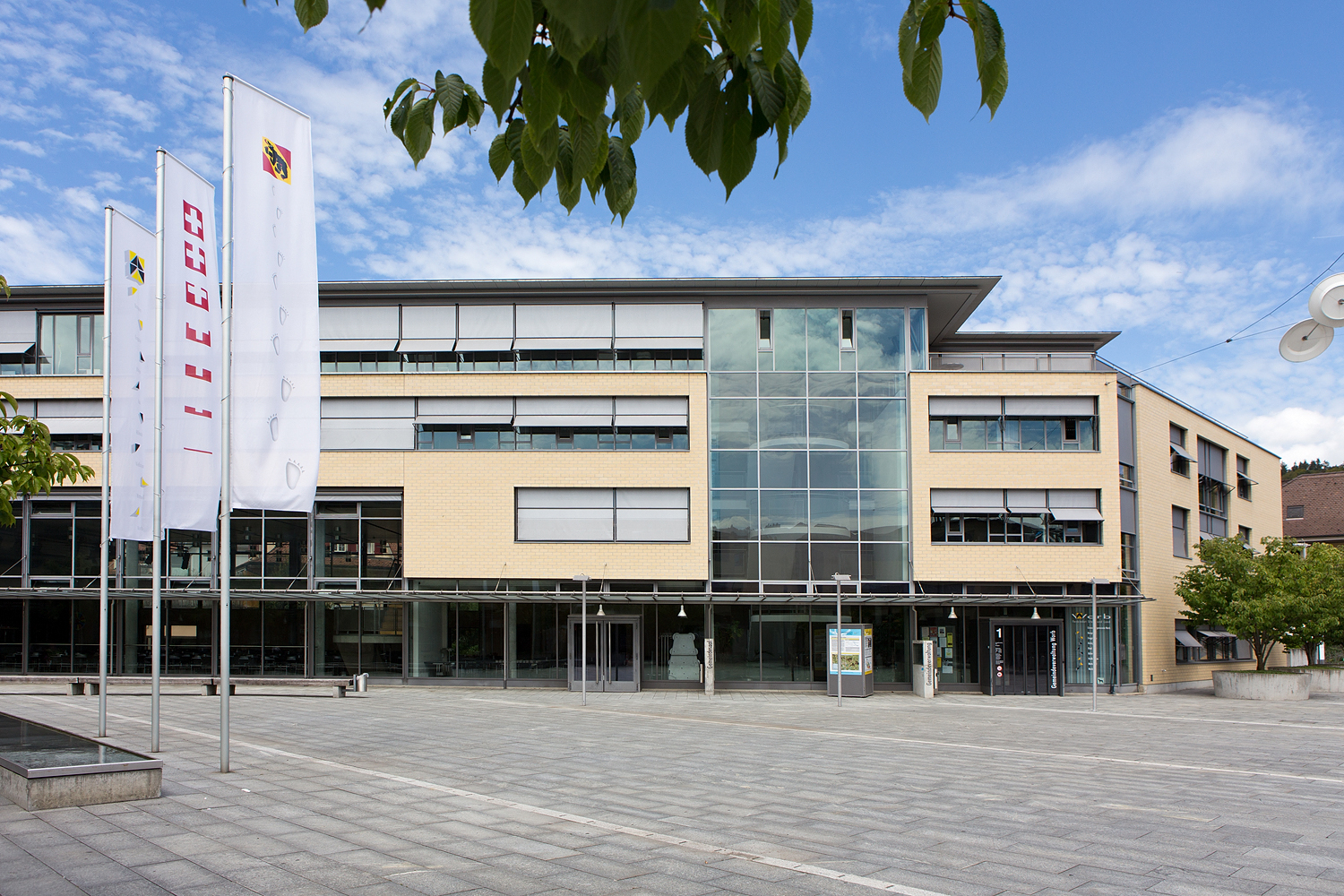
Bärenplatz mit Gemeindeverwaltung
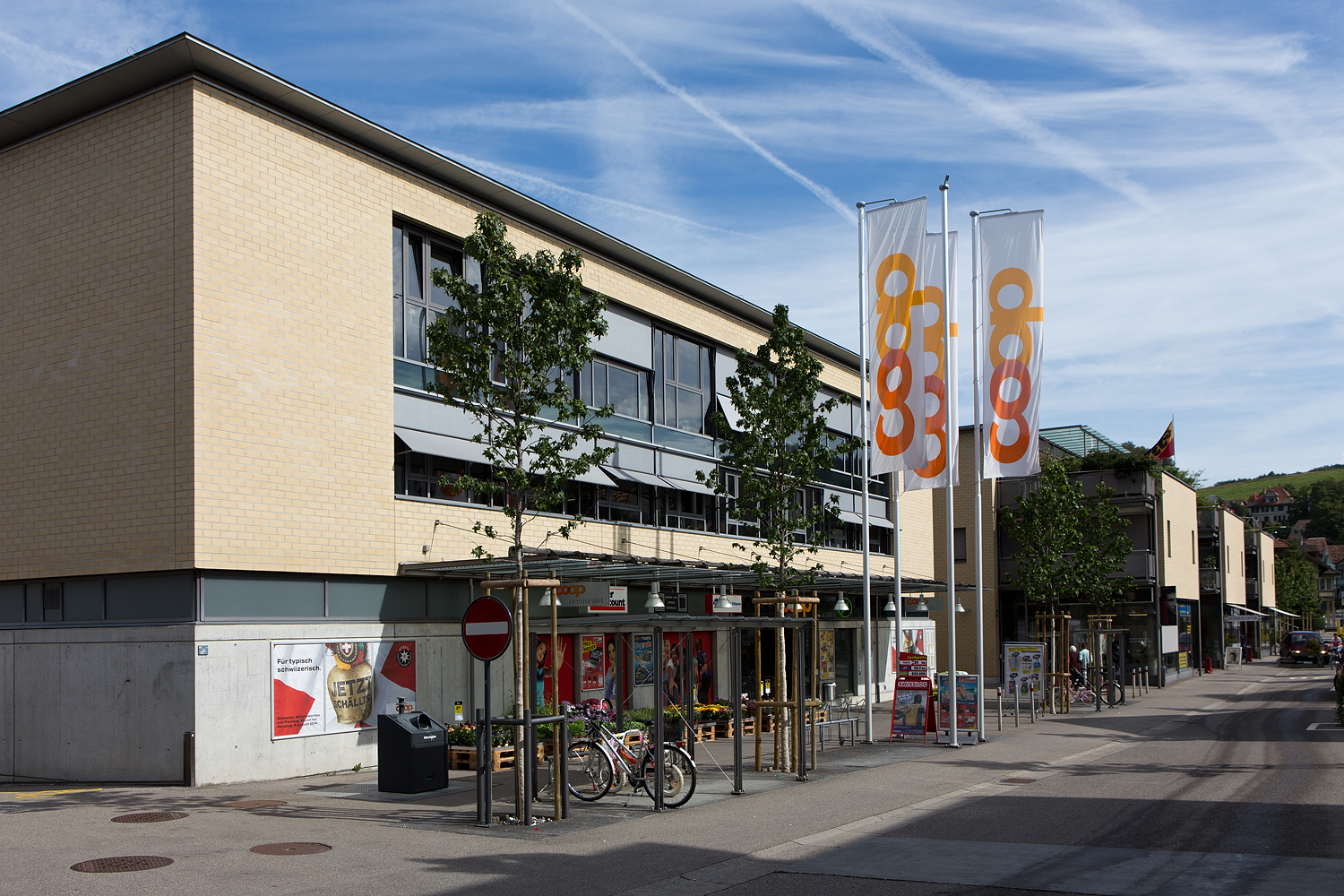
Hauptstrasse
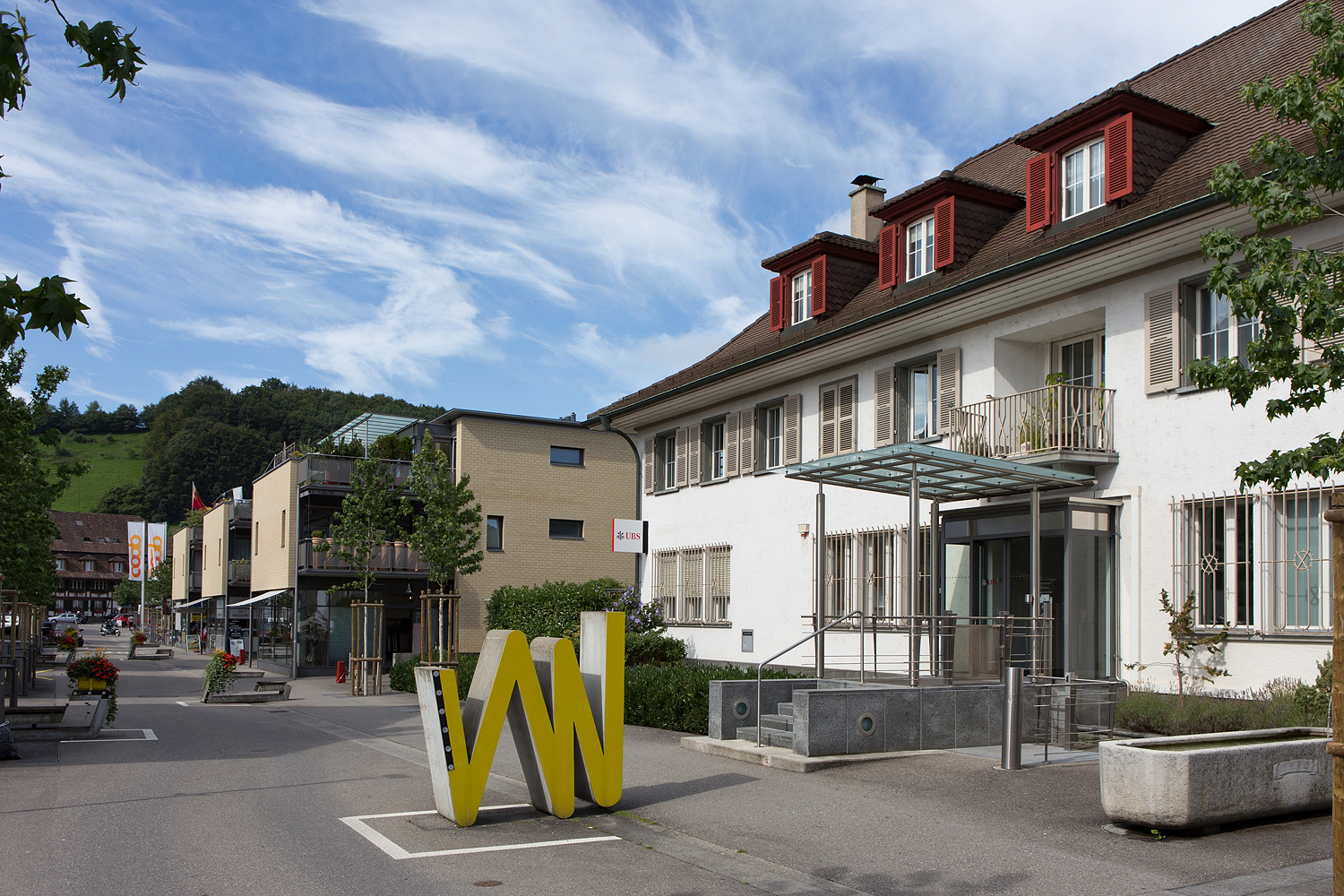
Hauptstrasse
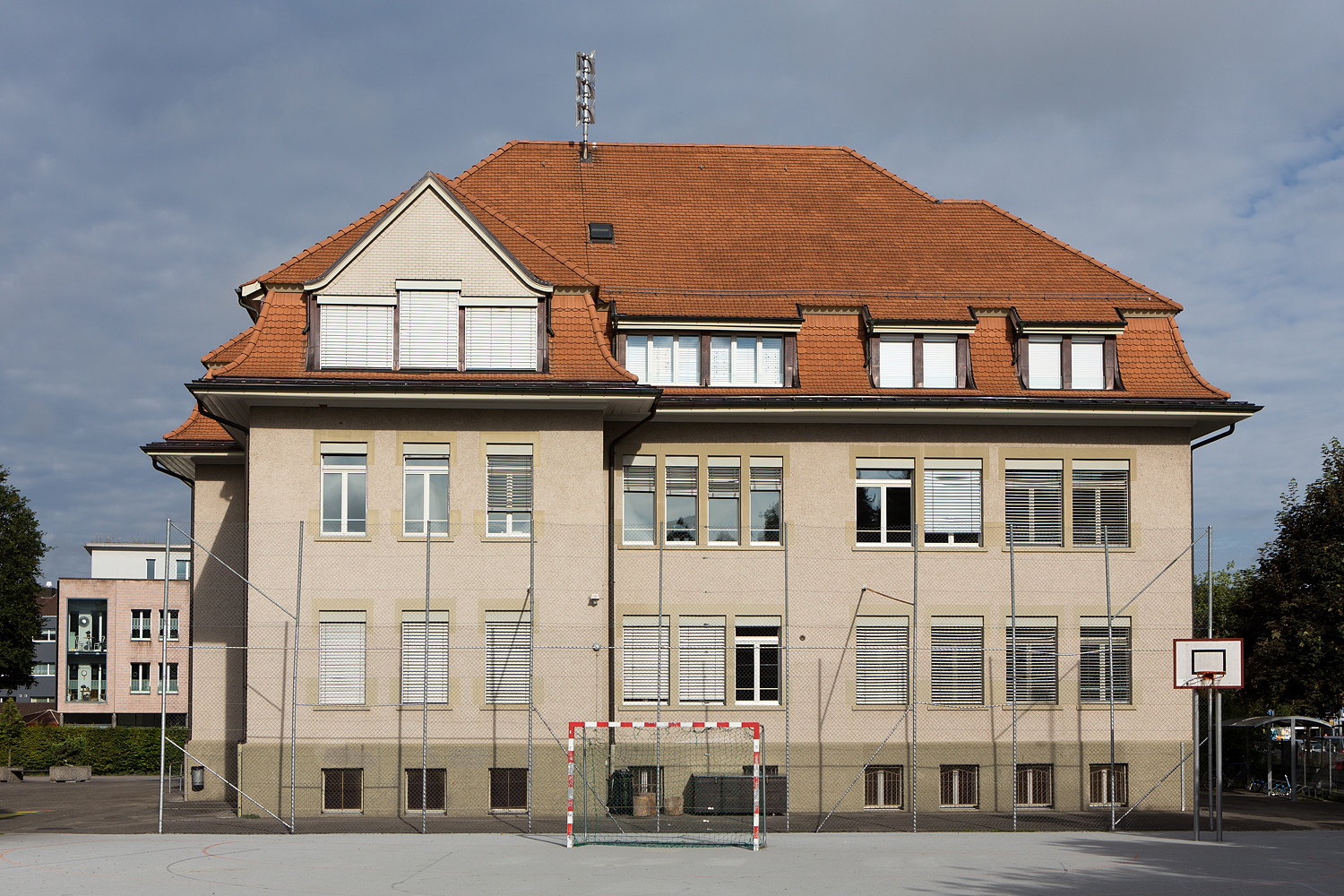
Schulhaus Zentrum
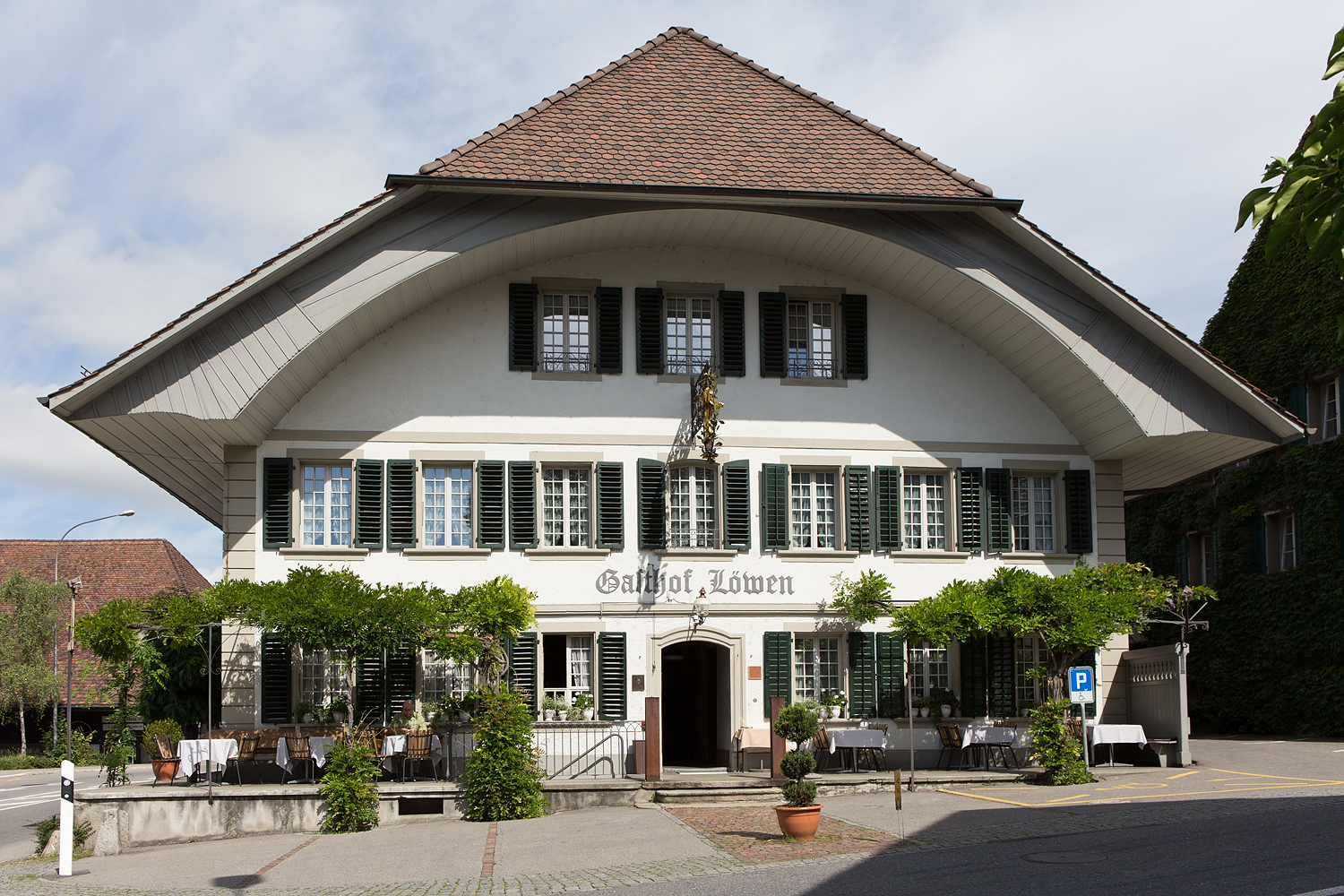
Gasthof Löwen
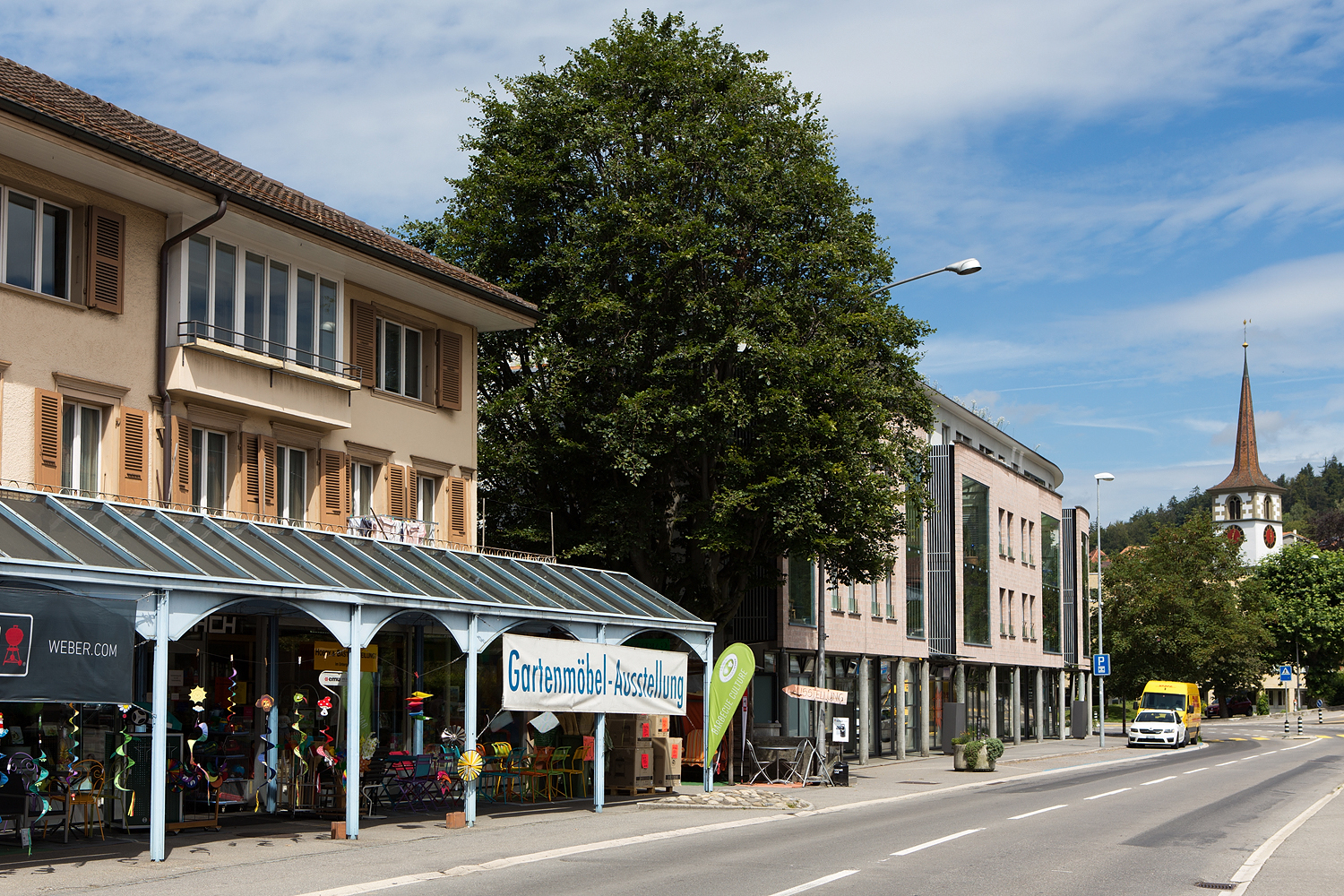
Bahnhofstrasse
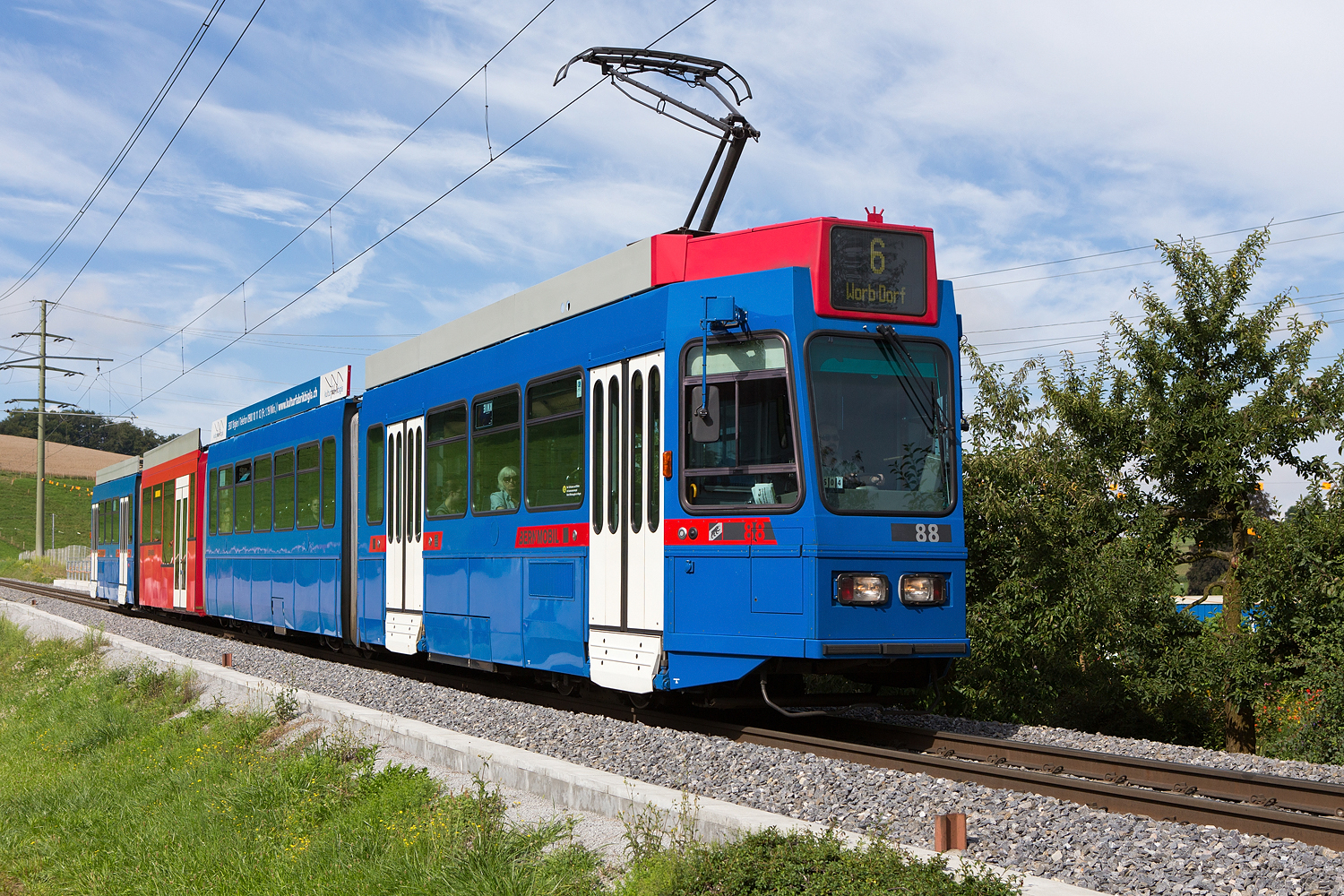
’s Blaue Bähnli, Linie 6

## Persönlichkeiten
- Christoph von Graffenried (1661–1743), Gründer der Kolonie New Bern in North Carolina
- Karl Adolf von Graffenried (1801–1859), Maler und Architekt
- Johann Christian Ott (1818–1878), Kaufmann, Beamter und Dichter
- Arthur Bitter (1821–1872), Schriftsteller und Journalist, geboren in Ried bei Worb
- Gottfried Egger (1830–1913), Gründer der Brauerei Egger in Worb
- Gottlieb Ott (1832–1882), Erbauer der Kirchenfeldbrücke
- Oskar Scheitlin (1861–1924), Fabrikant Leinenweberei und «Färbi» an Farbstrasse
- Karl Tellenbach (1877–1931), Lehre in Worb, Stadtoriginal in Bern
- Alfred Siegfried (1890–1972), Bürger von Worb, entlassener Lehrer, Leiter der Kinder der Landstrasse
- Max Müller (1894–1980), Rüfenacht, Professor der Psychiatrie, Münsingen BE und Waldau
- Wilhelm Bernhard (1920–1978), Krebsforscher
- Heinz Bigler (* 1934), Jazz-Musiker
- Rudolf Weiersmüller (1939–2004), Rüfenacht, Diplomat
- Marco Jorio (* 1951), Rüfenacht, ehemaliger Chefredaktor Historisches Lexikon der Schweiz
- Heinrich Richard Schmidt (* 1952), Worb-Dorf, emeritierter Professor für Ältere Schweizergeschichte und Herausgeber der Worber Geschichte
- Jakob Kölliker (* 1953), Eishockeytrainer
- Alain Rohr (* 1971), Leichtathlet (400 m und 400 m Hürden)
- Francine Jordi (* 1977 in Richigen), Sängerin
- Christian Moser (* 1984), Eishockeyspieler
- Jamal Othman (* 1986), Eiskunstläufer
- Julian Walker (* 1986), Eishockeyspieler HC Lugano (NLA)

## Sonstiges
Worbs Partnerstadt ist seit 1997 Edelény in Ungarn.

## Trivia
Im März 1954 wurde Worb landesweit bekannt durch den im Schweizer Radio ausgestrahlten Sketch "Dr schnäuscht Wäg nach Worb" (Der schnellste Weg nach Worb) von dem Berner Lehrer Ernst Mischler und dem Konstanzer Fasnachtskomiker Karl Steuer.